# Sean Tallaire
Sean Michael Tallaire (* 3. Oktober 1973 in Steinbach, Manitoba; † 12. März 2024 in Pflugerville, Texas) war ein deutsch-kanadischer Eishockeyspieler, der im Verlauf seiner Karriere unter anderem für die Iserlohn Roosters, den ERC Ingolstadt, die Nürnberg Ice Tigers, Kölner Haie und Kassel Huskies in der Deutschen Eishockey Liga (DEL) spielte.

## Karriere
Sean Tallaire begann seine professionelle Karriere 1992 an der Lake Superior State University, für deren Eishockeyteam er vier Jahre lang im Spielbetrieb der NCAA auf dem Eis stand. Der Flügelstürmer wurde zwar beim NHL Entry Draft 1993 an 202. Stelle von den Vancouver Canucks gezogen, zu einem Einsatz in der besten Liga der Welt kam er jedoch nie. Stattdessen spielte er von 1996 bis 2001 hauptsächlich in der IHL bei verschiedenen Teams. Größter Erfolg war in dieser Zeit das Erreichen der zweiten Play-off-Runde mit den Cleveland Lumberjacks in der Saison 1997/98.
Seit 2001 spielte Tallaire in der Deutschen Eishockey Liga für vier verschiedene Clubs. Sein erstes Jahr verbrachte der Kanadier bei den Iserlohn Roosters, danach spielte er drei Jahre beim ERC Ingolstadt, unterbrochen von einem Jahr bei den Nürnberg Ice Tigers. Mit den Ingolstädtern erreichte der Angreifer in der Spielzeit 2003/04 das Halbfinale der Play-offs. Zur Saison 2006/07 unterzeichnete Tallaire einen Einjahresvertrag bei den Kölner Haien, bei denen er nach rund der Hälfte der Spielzeit auf einen neuen persönlichen Scoring-Bestwert in der DEL hinsteuerte, sich jedoch anschließend einen Kreuzbandriss zuzog und daraufhin die restlichen Spiele pausieren musste. Nach seiner Genesung erhielt der Kanadier für die Folgespielzeit wieder einen Einjahresvertrag bei den Haien und wurde mit dem Team 2008 Vizemeister.
Im Sommer 2008 erhielt Tallaire einen deutschen Pass und besetzte fortan keine Ausländerposition mehr. Zur Saison 2008/09 wechselte der Flügelstürmer zum Ligakonkurrenten Kassel Huskies. Nach zwei Jahren in Nordhessen beendete er 2010 seine Karriere.
Sean Tallaire starb am 12. März 2024 im Alter von 50 Jahren.

## Karrierestatistik
(Legende zur Spielerstatistik: Sp oder GP = absolvierte Spiele; T oder G = erzielte Tore; V oder A = erzielte Assists; Pkt oder Pts = erzielte Scorerpunkte; SM oder PIM = erhaltene Strafminuten; +/− = Plus/Minus-Bilanz; PP = erzielte Überzahltore; SH = erzielte Unterzahltore; GW = erzielte Siegtore; 1 Play-downs/Relegation; Kursiv: Statistik nicht vollständig)